# تیگران استپانیان
تیگران واچیکی استپانیان (ارمنی: Տիգրան Վաչիկի Ստեփանյան؛ زادهٔ ۱ سپتامبر ۱۹۶۱) یک سیاستمدار، و اهل ارمنستان است که از تاریخ ۲۰۱۲ تا تاریخ ۲۰۲۱ سمت نمایندگی دوره‌های چهارم تا هفتم مجلس ملی جمهوری ارمنستان را برعهده داشت.

## زندگی‌نامه
در  ۱ سپتامبر ۱۹۶۱ در آزاتاشن، شهرستان ماسیس به دنیا آمد و از دانشگاه ملی علوم کشاورزی ارمنستان فارغ‌التحصیل شد. 